# Топаз (фильм)
«Топаз» (англ. Topaz) — шпионский фильм режиссёра Альфреда Хичкока, вышедший на экраны в 1969 году. Экранизация романа Леона Уриса. В главных ролях: Фредерик Стаффорд, Дани Робен, Карин Дор, Джон Вернон, Клод Жад, Мишель Сюбор, Мишель Пикколи, Филипп Нуаре и Джон Форсайт

## Сюжет
Действие происходит в 1962 году. Высокопоставленный сотрудник советской разведки переходит на сторону США. Он заявляет, что Советский Союз и Куба подписали секретный договор о сотрудничестве, в том числе в военной сфере. Однако узнать подробности о происходящем на острове очень трудно. Поэтому агент ЦРУ Майкл Нордстром просит своего французского друга Андре Девро использовать свои кубинские связи и выяснить как можно больше информации. Дело осложняется тем, что в высших эшелонах французского правительства существует группа лиц, работающих на советскую разведку.
Прототипом Андре Девро был французский разведчик Филипп Тиро де Вожоли, прототипом перебежчика из КГБ — Анатолий Голицын.

## В ролях
- Фредерик Стаффорд — Андре Девро
- Дани Робен — Николь Девро
- Джон Вернон — Рико Парра
- Карин Дор — Хуанита де Кордова
- Клод Жад — Мишель Пикар
- Мишель Сюбор — Франсуа Пикар
- Мишель Пикколи — Жак Гранвиль
- Филипп Нуаре — Анри Жарр
- Пер-Аксель Аросениус — Борис Кусёнов (в романе Юриса этот персонаж носит фамилию Kuznetov, неточная транскрипция русской фамилии "Кузнецов")
- Роско Ли Браун — Филипп Дюбуа
- Джон Форсайт — Майкл Нордстром
- Тина Хедстрём - Тамара Кузенова
- Соня Колтофф - г-жа Кузенова
- Карлос Ривас - Эрнандес
- Дон Рэндольф - Луис Урибе
- Анна Наварро - Карлотта Мендоса
- Льюис Чарльз - Пабло Мендоса
- Джордж Скафф - Рене Д'Арси
- Джон Ван Дрилен - Клод Мартe
- Шандор Сабо - Эмиль Редон
- Роджер Тиль - Жан Шабрие
- Джон Ропер - Томас
- Энн Доран — миссис Форсайт (в титрах не указана)

## Создание фильма
Сюжет потенциального хита был навязан Хичкоку студией, выкупившей права на экранизацию модного политического романа. Результатом стал, по словам известного специалиста по творчеству Хичкока, «один из самых неровных фильмов в истории кинематографа», где проблески гениальности тонут в массе реакционных банальностей.
Фильм был основан на реальной истории французского шпиона Филиппа де Вожоли и скандалах с «Сапфирами» в 1962 году, во время которых высшие французские чиновники были разоблачены как советские шпионы. Хичкок считал эту свою работу неудачной, так как она пошла в производство без законченного сценария и с недобором актёров. В итоге Хичкок снял две версии этого фильма с различными концовками (короткая версия фильма — 127 минут, длинная — 143 минуты).
После неудачного опыта работы с американскими звёздами в предыдущем фильме «Разорванный занавес» Хичкок предпочёл работать с европейскими актёрами. В результате в незначительных ролях снялись звёзды французского кинематографа Мишель Пикколи в роли главы Топаза Жака Гранвиля и Филипп Нуаре в роли Анри Жарре. По воспоминаниям Клод Жад, Хичкок сожалел, что не взял Мишеля Пиколли на главную роль (ту, что исполнил Стаффорд). Клод Жад, сыгравшая Мишель Пикар, до «Топаза» играла в фильме Франсуа Трюффо «Украденные поцелуи».

## Факты
- Филипп Нуаре весной 1968 года, упав с лошади, сломал ногу. Поэтому его агент заявил Хичкоку, что актёр не может сниматься в фильме без костыля.
- В 1970 году лента получила премии Национального совета кинокритиков США за лучшую режиссуру (Альфред Хичкок) и лучшую мужскую роль второго плана (Филипп Нуаре).